# Zalew Nowohucki
Zalew Nowohucki – sztuczny zbiornik wodny oraz otaczający go park znajdują się w starej części Nowej Huty, w obecnej dzielnicy XVI. Zajmują teren pomiędzy al. Solidarności od południa, ul. Bulwarową od zachodu, OSiR „Krakowianka” od północy, a od wschodu granicą jest rzeka Dłubnia, która zasila zbiornik.

## Charakterystyka i położenie
Park i zalew, projektu A. Ścigalskiego, oddano do użytku w 1957 roku, jako jeden z obiektów rekreacyjnych Nowej Huty. Zbudowano je na obszarze dwukilometrowej zielonej strefy ochronnej, oddzielającej kombinat metalurgiczny od osiedli mieszkaniowych Nowej Huty. Zajmują obszar ok. 17 ha, w tym powierzchnia samego akwenu to ponad 7 ha.
Na wschód od Zalewu, po drugiej stronie Dłubni znajdują się zabudowania dawnej wsi Krzesławice, w tym kilka starych zabytkowych chałup oraz dworek Jana Matejki i drewniany kościół św. Jana Chrzciciela.
Od roku 2005 teren Zalewu Nowohuckiego poddawany jest rewitalizacji i przebudowie według projektu arch. Piotra Orzeszek z krakowskiego biura projektowego Stvosh.

## Rekreacja
W latach 50. i 60. zalew służył jako miejsce wypoczynku, pikników rodzinnych, imprez sportowych i koncertów. Znajdował się na nim niewielki pomost, można było pływać kajakami i rowerami wodnymi. Potem teren ten długo stał zaniedbany. Dopiero w początkach XXI wieku zaczęto zalew i jego okolice na nowo zagospodarowywać. Odmulono dno zbiornika, utwardzono brzegi. Odnowiono alejki, postawiono nowe ławki, wokół zalewu zainstalowano oświetlenie. Zbudowano boiska do koszykówki, siatkówki plażowej, kort tenisowy, dla najmłodszych zbudowano plac zabaw, usypano z piasku sztuczną plażę. Nad Zalewem znajduje się „Dom Wędkarza” a miłośnicy wędkarstwa mogą oddawać się swojej pasji czy to rekreacyjnie, czy też sportowo, gdyż akwen jest zarybiany i odbywają się na nim zawody wędkarskie.
Obok Zalewu znajduje się kompleks sportowy Ośrodka Sportu i Rekreacji „Krakowianka” gdzie znajdują się baseny, brodziki, kryte boisko ze sztuczną nawierzchnią. Wszystko to stanowi największy kompleks rekreacyjno-wypoczynkowy w Nowej Hucie a gmina planuje także budowę przystani, amfiteatru, restauracji na wodzie, ma wydać na nie 5 mln złotych oraz 500 tys. euro z funduszy unijnych.
W 2015 rozegrano tu XXX Mistrzostwa Polski Kobiet w Wędkarstwie Spławikowym. W 2020 oddano do użytku tężnię, plażę, plac zabaw dla dzieci.

## Fauna
Na Zalewie żyje lub przebywa okresowo kilka gatunków ptaków wodnych m.in.: łabędź niemy, kaczka krzyżówka, łyska, rybitwy, perkoz dwuczuby, kormoran zwyczajny a na znajdującej się na nim niewielkiej wyspie, przez mieszkańców zwanej „Małpim Gajem”, są ich miejsca lęgowe.

## Galeria

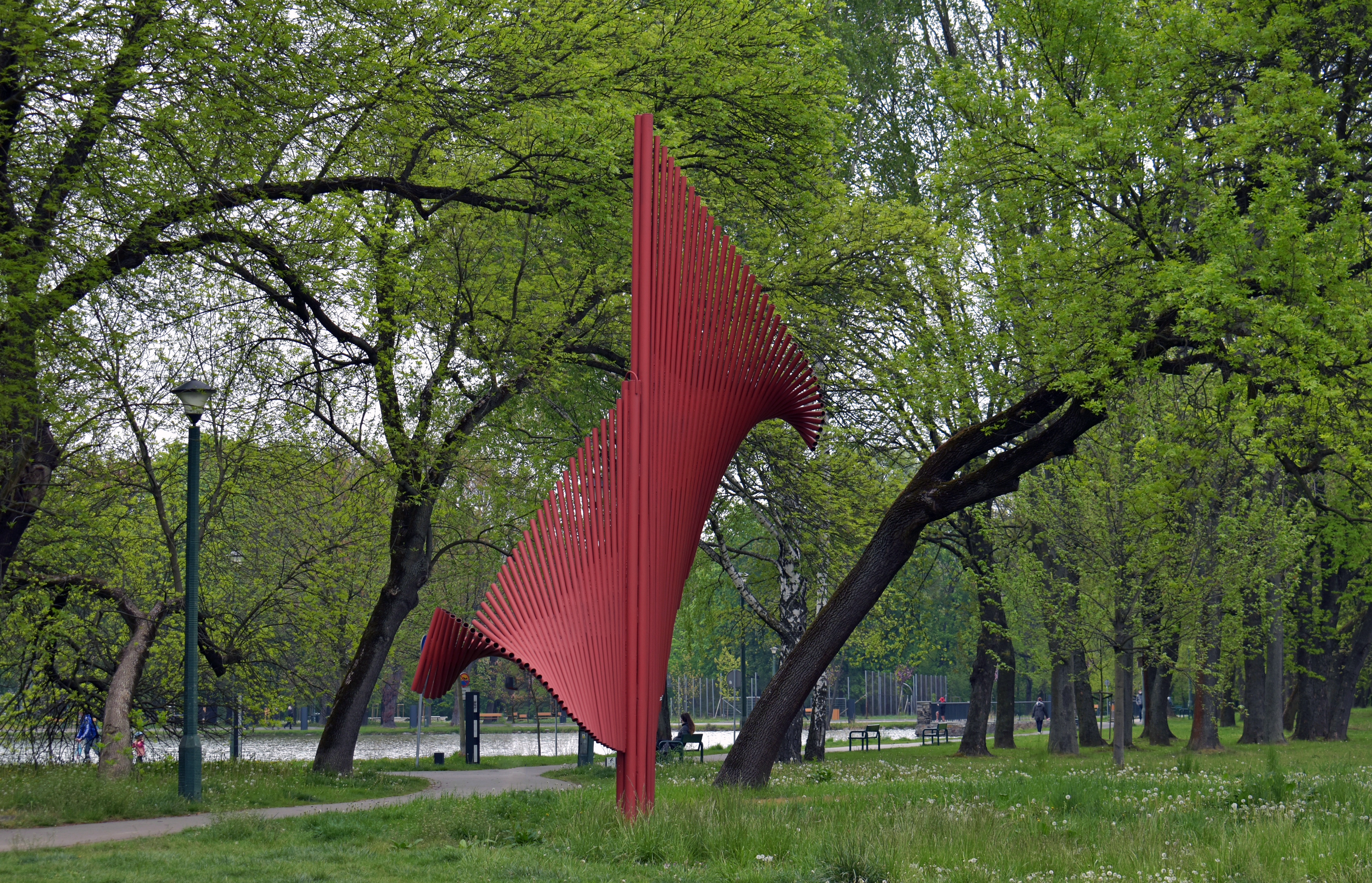
Wejście do parku. Rzeźba "Wznoszenie", projekt Stanisław Małek, 1977.
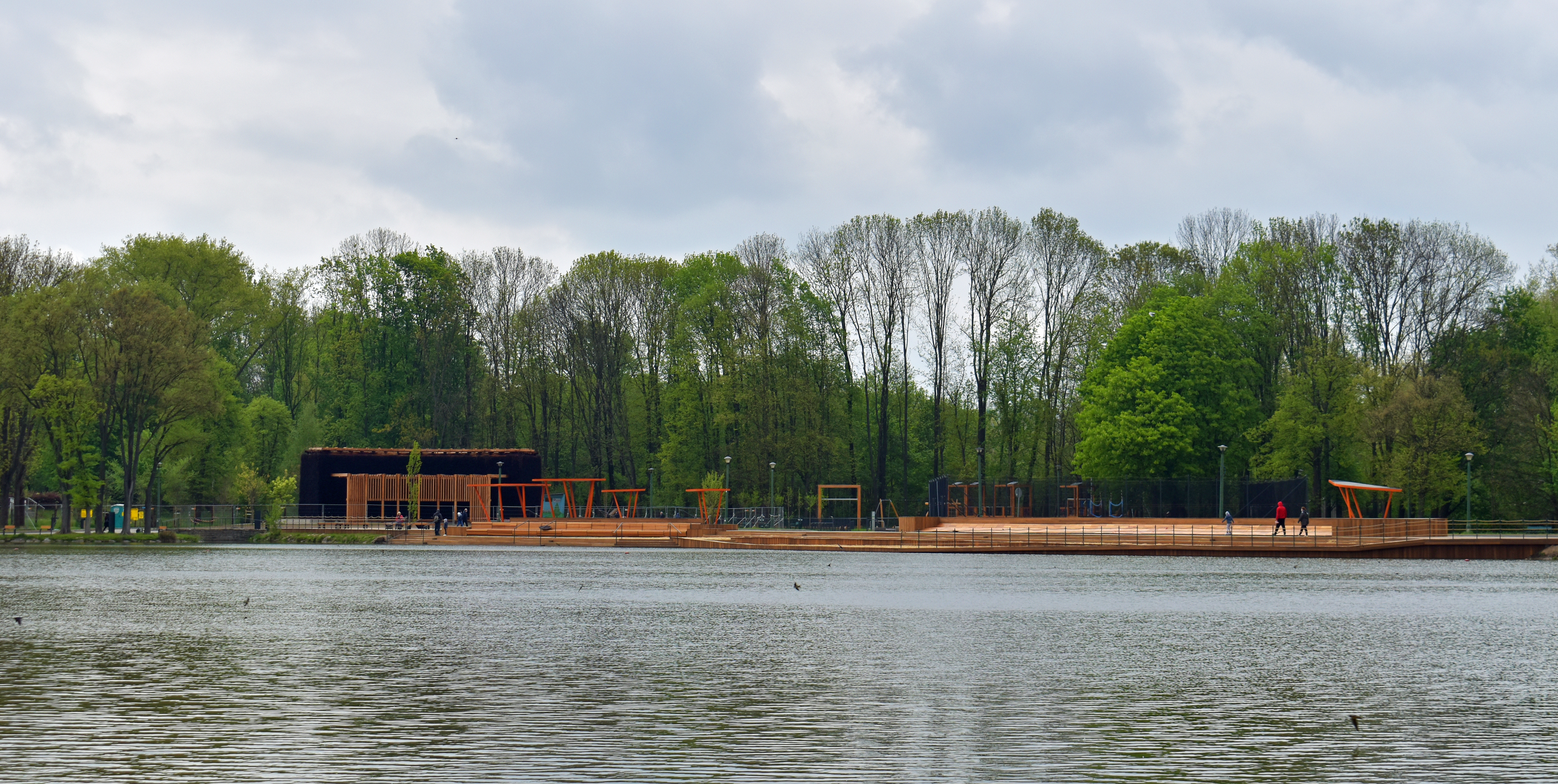
Nowe obiekty
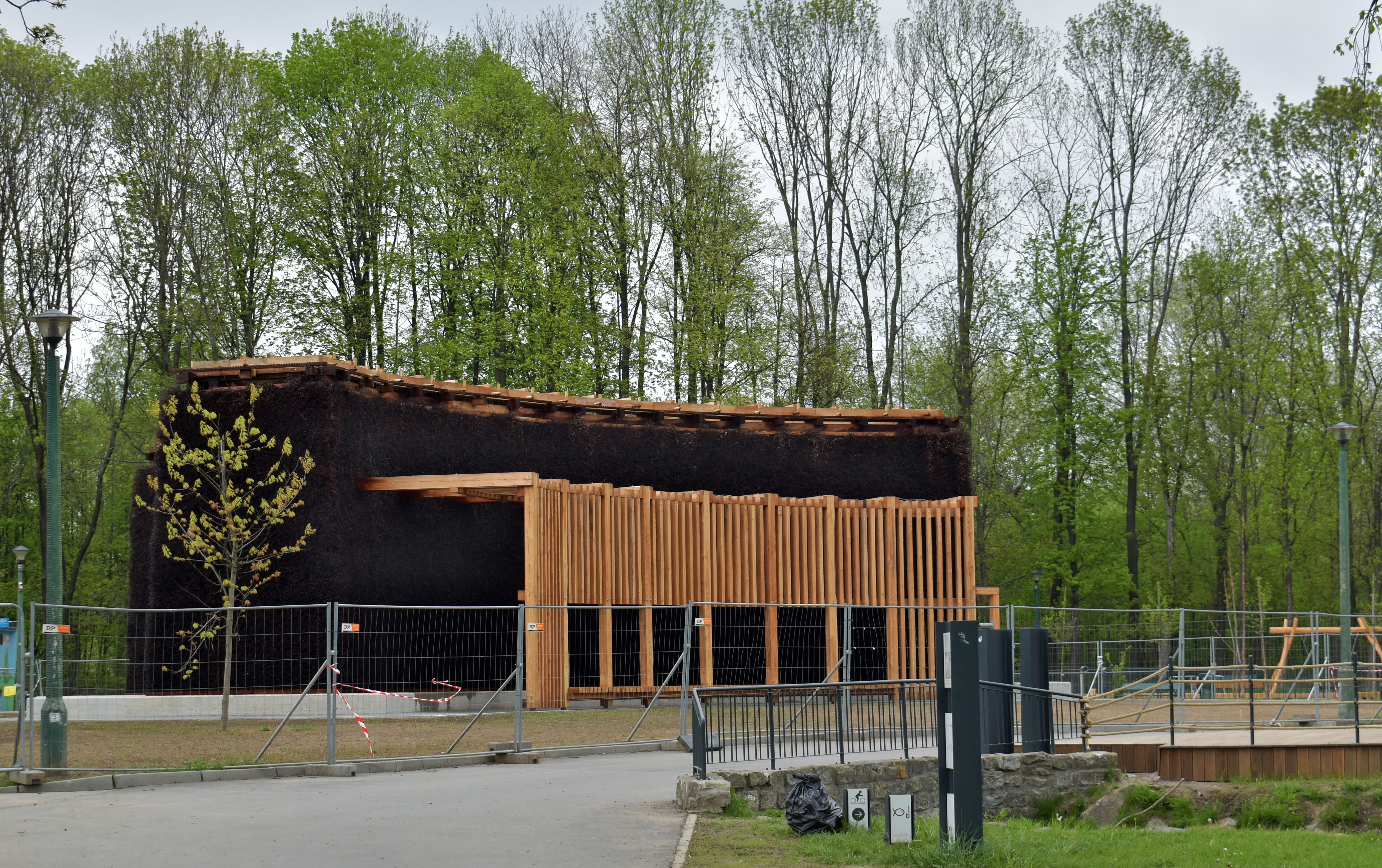
Tężnia
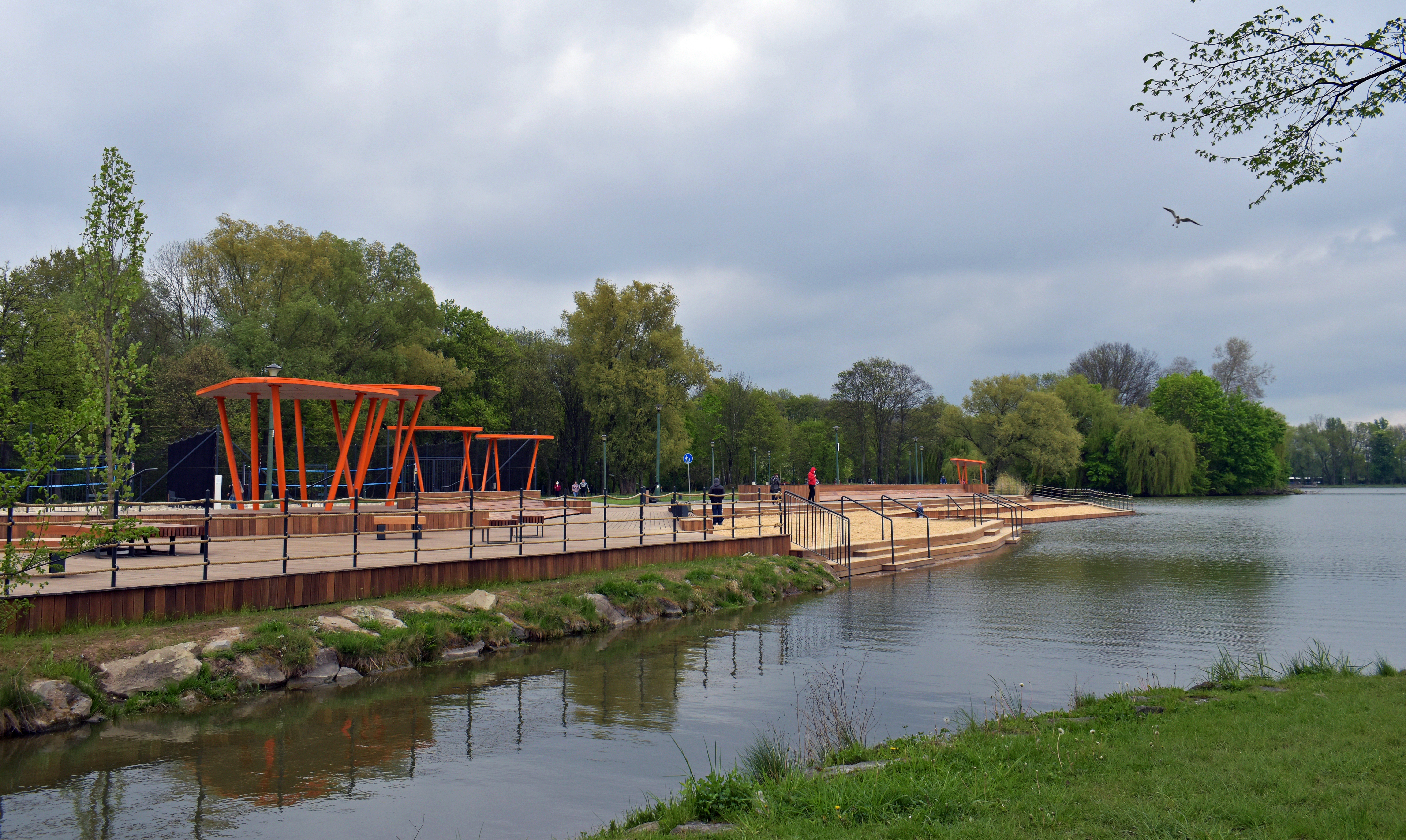
Plaża
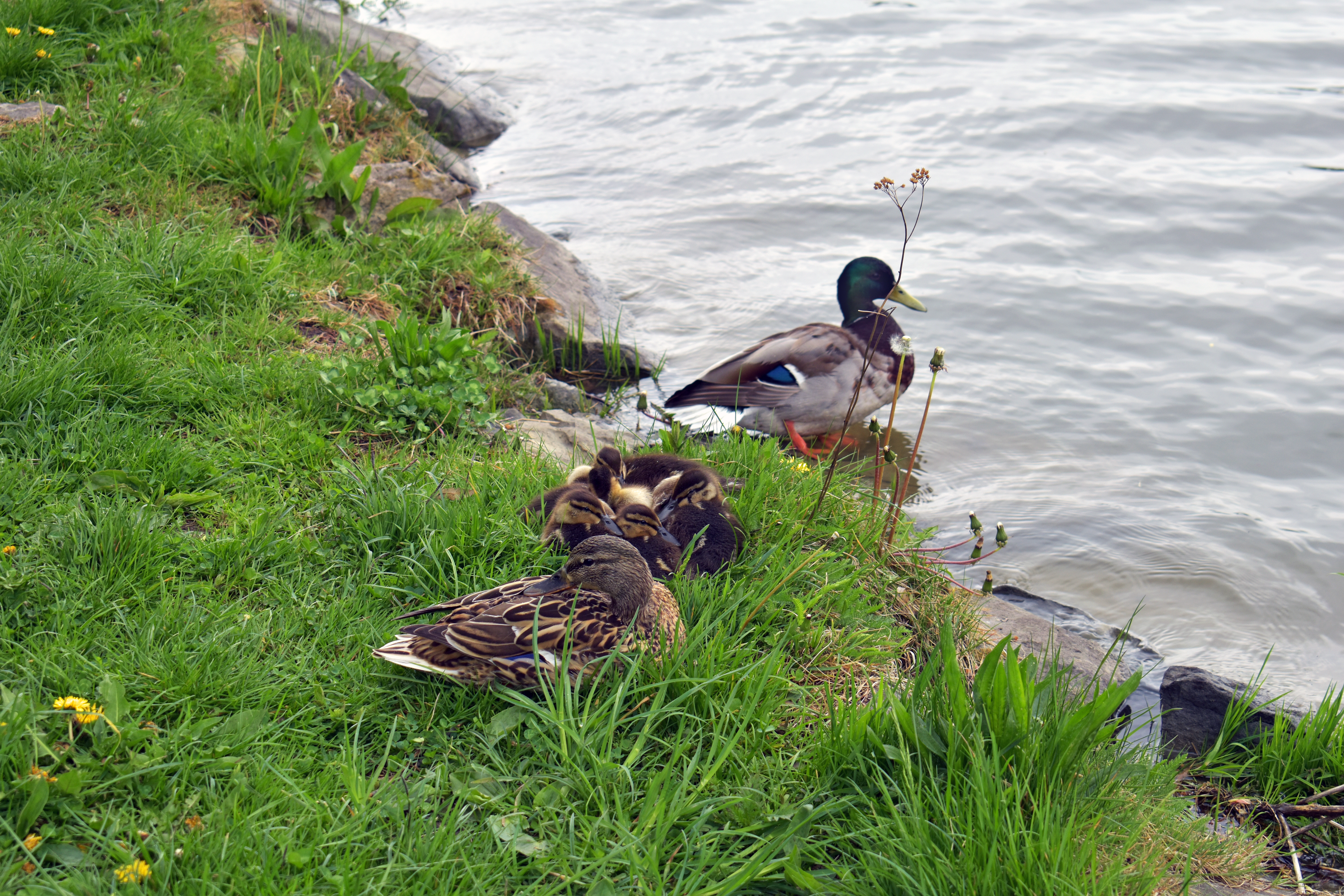
Rodzina kaczek krzyżówek
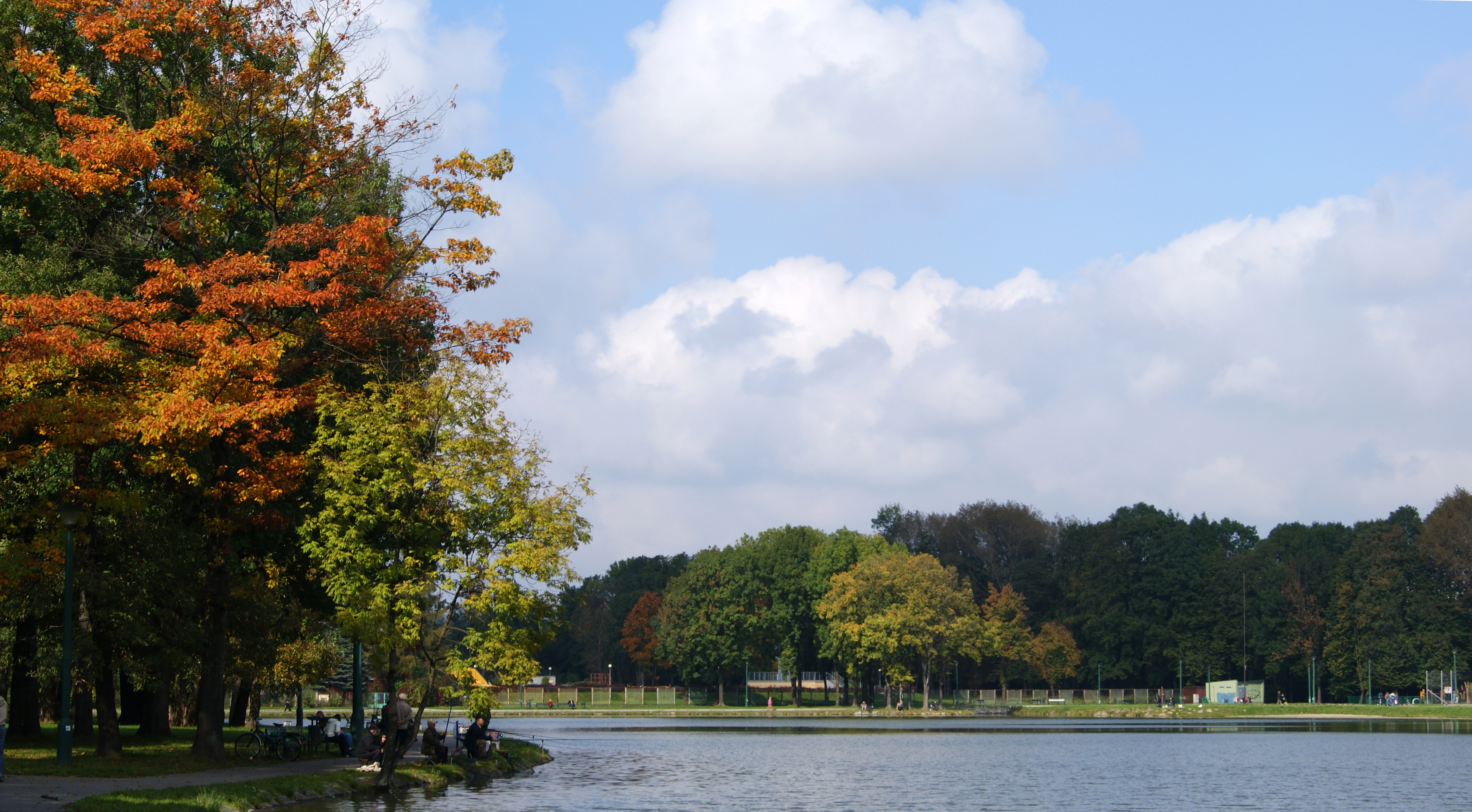
Wędkarze
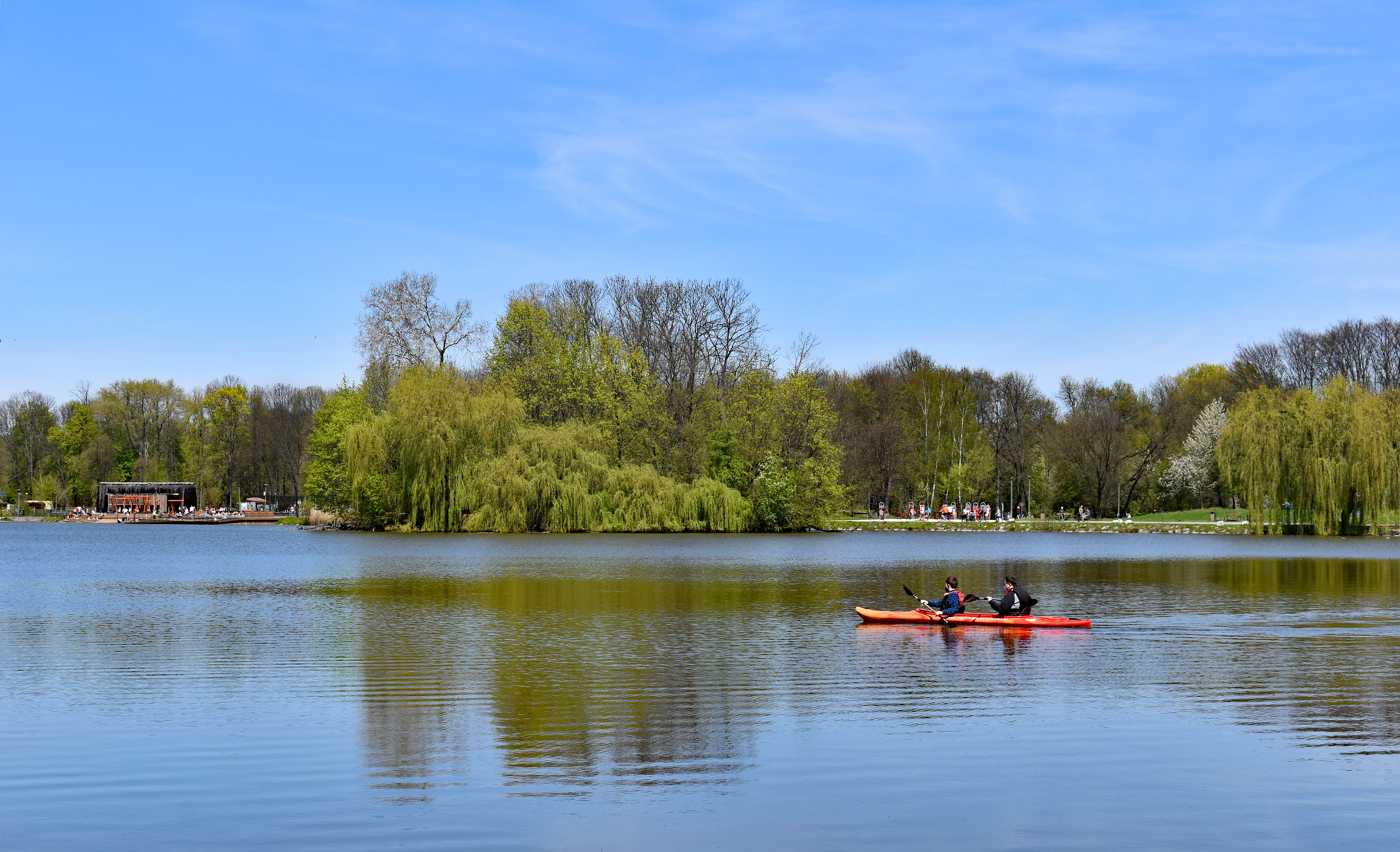
Wyspa “Małpi Gaj”
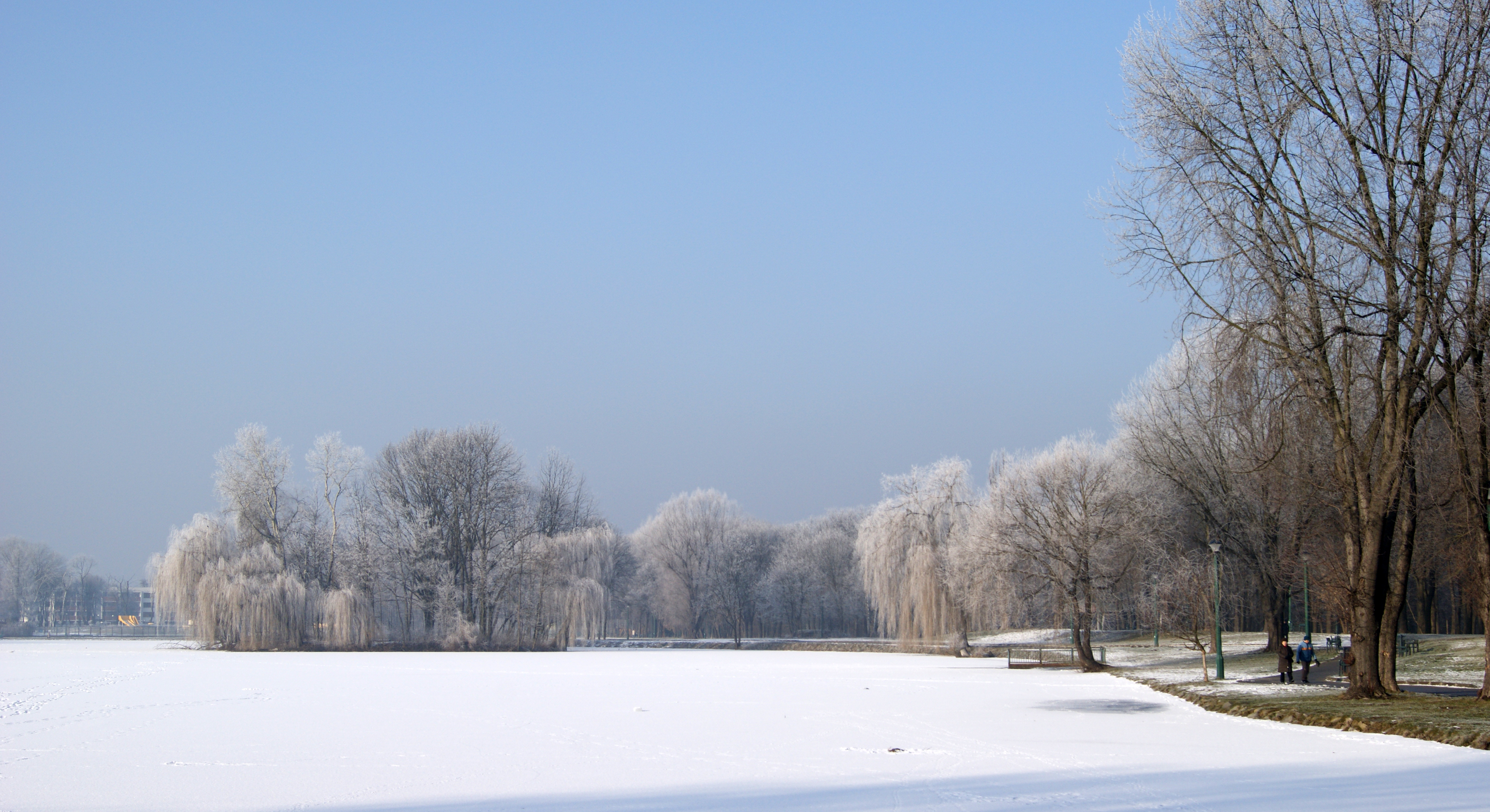
Zalew i park zimą
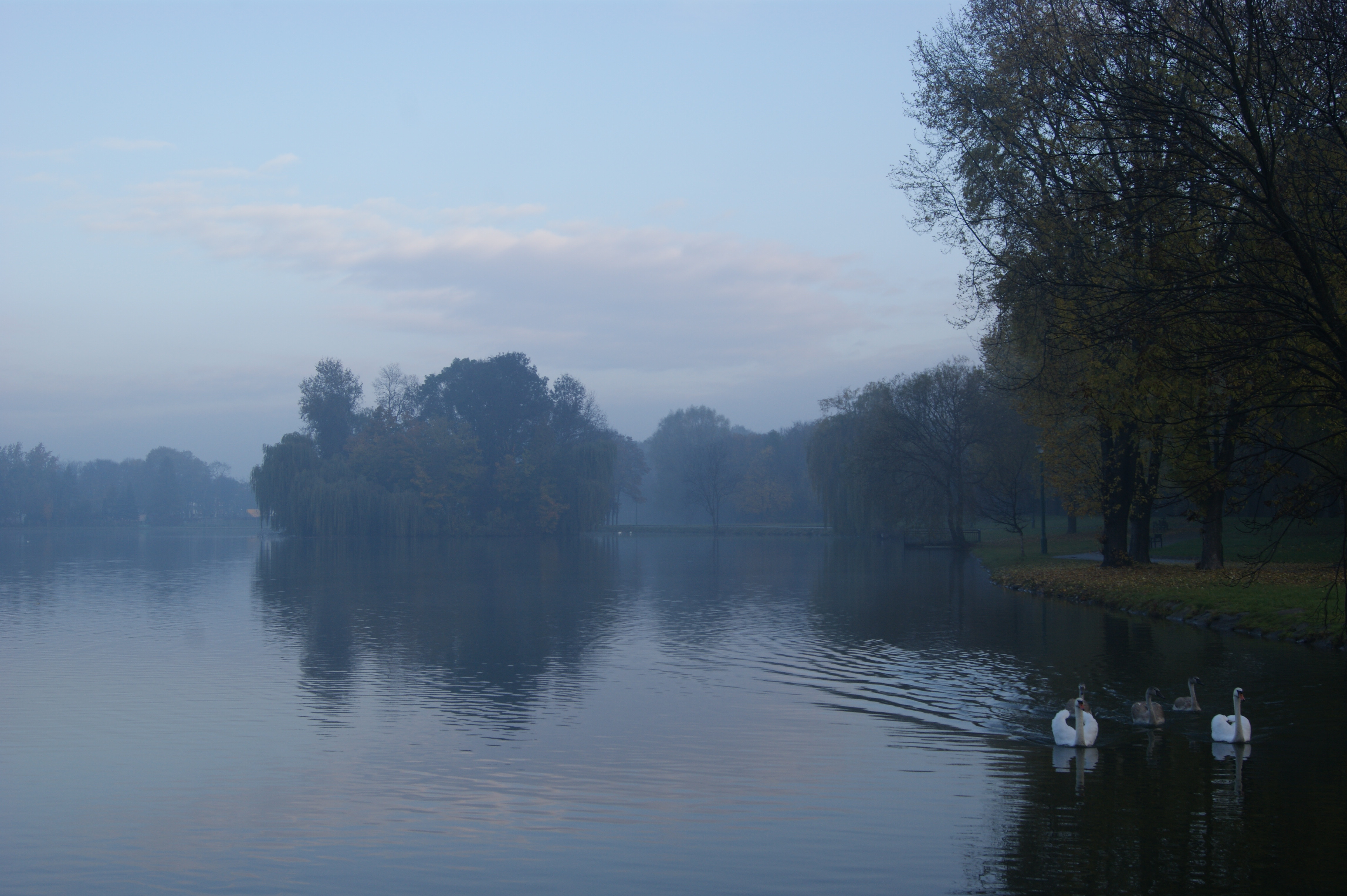
Zalew i park jesienią